# لوئیز هاکت
لوئیز هاکت (انگلیسی: Louis Christophe François Hachette; ۵ مهٔ ۱۸۰۰ – ۳۱ ژوئیهٔ ۱۸۶۴) ناشر، نویسنده و کارآفرین اهل فرانسه بود، که در سال ۱۸۲۶ شرکت اچ‌اف‌ام را تأسیس کرد.